# Regina Mundlak
Regina Mundlak (ur. 1887 w Kosakach, zm. 1942 w Treblince) – polska malarka, rysowniczka i rytowniczka pochodzenia żydowskiego.

## Życiorys
Urodziła się w ubogiej żydowskiej rodzinie, która w 1901 wyemigrowała do Berlina. Dzięki siostrze, która była uzdolnioną skrzypaczką poznała żydowskie środowisko artystyczne. Jej tworzone w wolnym czasie rysunki i grafiki zobaczył Max Liebermann, wywołały na nim tak silne wrażenie, że postanowił zapłacić za jej naukę. Ponieważ środki te były niewystarczające toteż zaprzyjaźniony z Reginą Efraim Maurycy Lilien opublikował w żydowskiej gazecie "Ost und West" w 1902 apel o pomoc dla młodej uzdolnionej malarki. Nie odniosło to oczekiwanego efektu i Regina w 1902 przerwała naukę i wyjechała do Warszawy, gdzie nieprzerwanie tworzyła. Posługując się głównie piórem i atramentem tworzyła portrety żydowskich postaci charakterystycznych dla wschodniej Europy, po raz pierwszy jej prace wystawiono pod koniec 1902 z Towarzystwem Krzewienia Sztuk Pięknych w Galerii Zachęta, kilka z nich ukazało się w okazjonalnej publikacji. Rok później uczestniczyła w wystawie w Salonie Krywulta, a w 1906 wyjechała do Berlina, gdzie jej obrazy wystawiono w Cassirer Salon. Ukazał się wówczas w "Ost und West" felieton Hermanna Strucka dotyczący jej talentu, który ilustrowany był zdjęciami jej prac. Pozostała tam studiując pod kierunkiem Adolfa Mayera i Lovisa Corintha, jako swojego mentora zawsze podawała Hermanna Strucka. Przed wybuchem I wojny światowej wyjechała do Paryża, gdzie powstały jej pierwsze obrazy malowane techniką olejną. Po powrocie do Warszawy pozostając przy realizmie zaczęła malować sceny figuralne, sceny rodzajowe i krajobrazy. Jej sytuacja materialna stała się na tyle stabilna, że założyła własne studio. Uczestniczyła w wielu wystawach, jej indywidualne miały miejsce w 1921, 1922 oraz w 1938 w Warszawie oraz w 1928 w Berlinie. 
Prawdopodobnie zginęła w 1942 roku w obozie zagłady w Treblince, dokąd została przewieziona transportem z warszawskiego getta.

## Twórczość
Regina Mundlak była utalentowaną artystką znaną na początku XX wieku w żydowskim środowisku artystycznym w Berlinie. Jej twórczość szybko została zapomniana prawdopodobnie z powodu dość konserwatywnego podejścia do stosowanych technik i brakiem zainteresowania nowych trendów w sztuce. W wywiadzie dla jednej z gazet powiedziała "Nie rozumiem sztuki nowoczesnej, jest ona dla mnie zupełnie obca, nie próbowałam malować w inny sposób, tak jak nie potrafiłabym żyć w inny sposób". Prace, które przetrwały II wojnę światową ukazują świat wschodnioeuropejskich Żydów i posiadają duże walory artystyczne.